# Речной (Опаринский район)
Речной — поселок в составе Опаринского района Кировской области. 

## География
Находится на расстоянии примерно 29 километров по прямой на запад от районного центра поселка Опарино, конечный пункт железнодорожной ветки от поселка Латышский.

## Транспорт
В посёлок можно попасть 102 автобусом из райцентра — поселка Опарино. До 1990-х годов туда можно было попасть пассажирским поездом по ж/д ветке из поселка Латышский.

## История
Поселок известен с 1978 года. В 1989 году было учтено 940 жителей. До 2021 года входил в  Речное сельское поселение Опаринского района, являясь его административным центром, ныне непосредственно в составе Опаринского района.

## Население
Постоянное население  составляло 1241 человек (русские 91%) в 2002 году, 940 в 2010.